# Lee Resolution

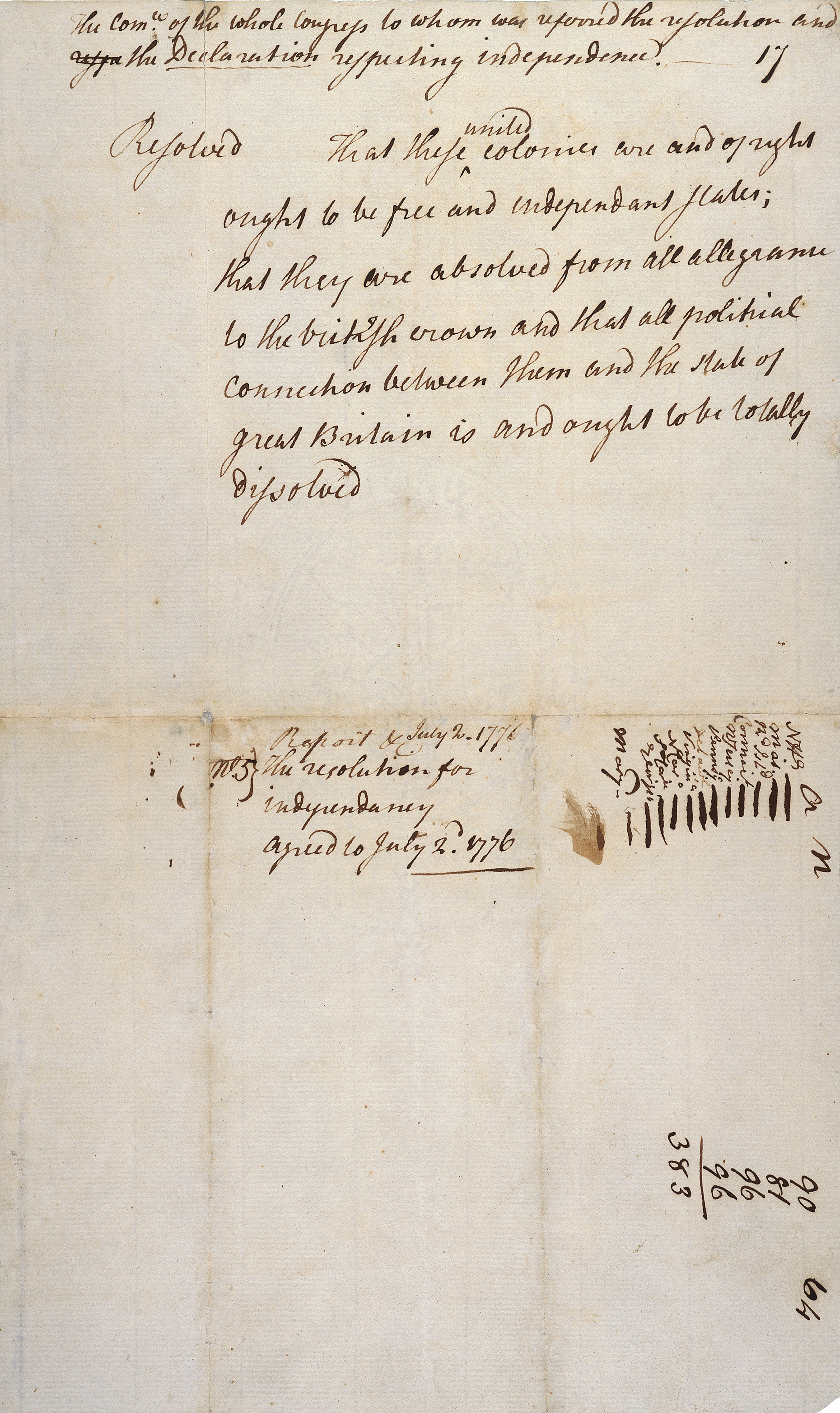
"La résolution pour l'indépendance approuvée le 2 juillet 1776". Les coches, à droite du document, décomptent les 12 colonies qui votèrent pour l'indépendance. La treizième, New York, s'était abstenue.

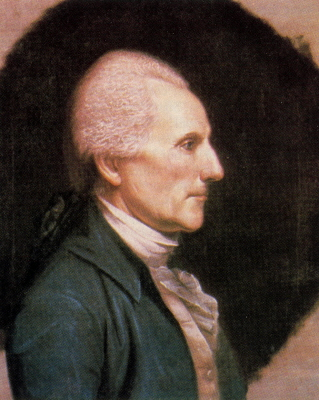
Richard Henry Lee déposa la résolution le 7 juin 1776.

La Lee Resolution, connue également sous le nom de resolution of independence, est une résolution adoptée par le Second Congrès continental, déclarant les Treize Colonies indépendantes de l'Empire britannique. Présentée tout d'abord le 7 juin 1776, par Richard Henry Lee de Virginie, après qu'il eut reçu des instructions de la Convention de Virginie et de son président, Edmund Pendleton (en fait Lee reproduisit pratiquement mot à mot ces instructions dans le texte de sa résolution). Le vote de la résolution fut reporté de plusieurs semaines jusqu'à ce qu'un consensus se fasse jour en faveur de l'indépendance. Pendant ce temps, une Commission des Cinq fut nommée afin de rédiger un document expliquant les raisons de l'indépendance. La résolution fut finalement approuvée le 2 juillet 1776. Le texte du document formel, promulguant la Déclaration d'indépendance des États-Unis d'Amérique, fut approuvée le 4 juillet.

## Vers l'indépendance
Lorsque la guerre d'indépendance débuta en 1775, rare étaient les colons d'Amérique du Nord britannique défendant ouvertement l'indépendance de la Grande-Bretagne. Le soutien à l'indépendance s'accrut grandement en 1776, surtout après la publication du texte de Thomas Paine, Common Sense, en janvier. Au sein du Second Congrès continental, le mouvement vers l'indépendance était principalement par une alliance informelle de délégués que l'on nommera la « Adams-Lee Junto », d'après Samuel Adams et John Adams du Massachusetts et Richard Henry Lee de Virginie.
Le 15 mai 1776, la Convention révolutionnaire de Virginie, qui se réunissait à Williamsburg, vota une résolution enjoignant aux délégués de Virginie au Congrès continental, de « proposer à cette respectable institution de déclarer les Colonies Unies, États libres et indépendants, exemptes de toute allégeance ou dépendance vis-à-vis de la Couronne ou du Parlement de Grande-Bretagne. » Conformément à ces instructions, le 7 juin, Richard Henry Lee déposa la résolution au Congrès. Celle-ci, corédigée par John Adams, était constituée de trois volets :

« Que ces Colonies Unies sont de droit, des États libres et indépendants, qui sont exempts de toute allégeance à la Couronne Britannique, et que tous liens politiques entre elles et l'État de Grande-Bretagne sont et doivent être entièrement dissous.
Qu'elles sont en droit de prendre immédiatement toutes mesures nécessaires afin de constituer des alliances internationales.
Qu'un projet de confédération sera rédigé et transmis aux Colonies pour prise en considération et approbation. »

Le Congrès dans son ensemble n'était alors pas prêt à déclarer l'indépendance, parce que les délégués de certaines colonies, dont le Maryland, la Pennsylvanie, le Delaware, le New Jersey et New York, n'étaient pas habilités à voter l'indépendance. Le vote sur la proposition de résolution de Lee fut donc repoussé de trois semaines, permettant aux partisans de l'indépendance d'œuvrer en faveur de la résolution auprès des gouvernements coloniaux. Pendant ce temps, une Commission des Cinq fut nommée afin de rédiger une déclaration formelle, prête à être publiée, dès que l'indépendance, dont tout un chacun reconnaissait qu'elle était inévitable, serait approuvée. La commission prépara une déclaration d'indépendance, rédigée principalement par Thomas Jefferson et déposée au Congrès le 28 juin 1776.

## Approbation et déclaration
La déclaration fut mise de côté alors que la résolution d'indépendance était débattue pendant plusieurs jours. Le 2 juillet, la résolution d'indépendance fut approuvée par douze des treize colonies. Les délégués de New York n'ayant toujours pas reçu d'instruction pour voter l'indépendance, s'abstinrent. Cependant, le 9 juillet, le Congrès provincial de New York approuva de « se joindre aux autres colonies pour soutenir » l'indépendance.
Ayant approuvé l'indépendance, le 2 juillet, le Congrès concentra son attention sur la déclaration. Après plusieurs jours de débat, le Congrès amenda le texte proposé, dont l'ajout, dans sa conclusion, des termes de la résolution de Lee. Le texte de la déclaration fut approuvé par le Congrès le 4 juillet et envoyée à l'imprimerie.
John Adams écrivit à son épouse, Abigail, le 3 juillet :

« Le second jour de juillet 1776, sera l'époque la plus mémorable de l'histoire de l'Amérique. Je me prends à croire qu'il sera célébré par les générations suivantes comme un grand anniversaire. Il devra être commémoré comme le jour de la délivrance, par des actes solennels de dévotion à Dieu tout puissant. Il devra être célébré avec pompe et par des processions, avec des spectacles, des jeux, du sport, des fusils, des cloches, des feux de joie et des illuminations, d'un bout à l'autre du continent, dès maintenant et à tout jamais. »

La prédiction d'Adams n'était fausse que de deux jours. Les Américains, dès lors, célébrèrent l'Independence Day le 4 juillet, date à laquelle la Déclaration d'indépendance fut approuvée, plutôt que celle du 2 juillet, où la résolution d'indépendance fut approuvée, lors d'une session à huis clos du Congrès.

## Sources
- Julian P. Boyd, The Declaration of Independence: The Evolution of the Text. Originally published 1945. Revised edition edited by Gerard W. Gawalt. University Press of New England, 1999.  (ISBN 0-8444-0980-4).
- Edward Cody Burnett, The Continental Congress. New York: Norton, 1941.
- Pauline Maier, American Scripture: Making the Declaration of Independence. New York: Knopf, 1997.  (ISBN 0-679-45492-6).